# Pontificio Colegio Croata de San Jerónimo
El Pontificio Colegio Croata de San Jerónimo, en italiano el Pontificio Colegio San croata Di Girolamo un Roma, es una universidad católica, una iglesia y la sociedad en la ciudad de Roma destinadas a la escolarización de los clérigos. Es el nombre de San Jerónimo. Desde la fundación de la universidad moderna en 1901, tiene escolarizados 311 clérigos.
- Datos: Q615542